# Болезнь Тея — Сакса
Боле́знь Тея — Са́кса (GM2 ганглиозидоз, ранняя детская амавротическая идиотия) — редкое наследственное заболевание с аутосомно-рецессивным типом наследования, поражающее центральную нервную систему (спинной и головной мозг, а также менингеальные оболочки). Относится к группе лизосомных болезней накопления. Названо в честь британского офтальмолога Уоррена Тея (англ. Warren Tay, 1843—1928) и американского невролога Бернарда Сакса (англ. Bernard Sachs, 1858—1944), которые впервые описали это заболевание независимо друг от друга в 1881 и 1887 годах соответственно.

## Характер наследования
Заболевание вызвано мутацией в гене HEXA, который кодирует α-субъединицу фермента гексозоаминидазы A и находится на длинном плече хромосомы 15. Болезнь наследуется по аутосомно-рецессивному типу. Таким образом, вероятность рождения больного ребёнка есть только в случае, когда оба родителя являются носителями мутантного гена, и составляет 25 %. На сегодняшний день известно более 100 различных мутаций гена HEXA.

## Эпидемиология
Болезнь чаще встречается у евреев-ашкеназов. Среди них около 3 % являются носителями мутации в гене HEXA. Также болезнь распространена среди франкоканадцев, каджунов и амишей старого обряда. Среди других групп населения средняя частота носительства рецессивного мутантного гена ~0,3 %. Тип наследования — аутосомно-рецессивный.

## Этиология и патогенез
Клиническая картина данного заболевания развивается на фоне генетического дефекта, вызываемого мутацией гена HEXA, ответственного за синтез фермента гексозоаминидазы A — химического катализатора-посредника, находящегося в лизосомах и принимающего участие в утилизации ганглиозидов в ЦНС. В случае отсутствия фермента, ганглиозиды накапливаются в нейронах мозга, нарушая их работу, а впоследствии и разрушая их.

## Классификация
Различают три формы болезни Тея — Сакса:
- Детская форма — через полгода после рождения у детей отмечается прогрессирующее ухудшение физических возможностей и умственных способностей: наблюдаются слепота, глухота, потеря способности глотать. В результате атрофии мышц развивается паралич. Смерть наступает в возрасте до 3—4 лет.
- Подростковая форма — развиваются моторно-когнитивные проблемы, дисфагия (нарушение глотания), дизартрия (расстройства речи), атаксия (шаткость походки), спастичность (контрактуры и параличи). Смерть наступает в возрасте до 15—16 лет.
- Взрослая форма — возникает в возрасте от 25 до 30 лет. Характеризуется симптомами прогрессирующего ухудшения неврологических функций: нарушение и шаткость походки, расстройства глотания и речи, снижение когнитивных навыков, спастичность, развитие шизофрении в форме психоза.

## Клиническая картина
Новорождённые с данным наследственным заболеванием в первые месяцы жизни развиваются нормально. Однако, в возрасте около полугода возникает регресс в психическом и физическом развитии. Ребёнок теряет зрение, слух, способность глотать. Появляются судороги. Мышцы атрофируются, наступает паралич. Летальный исход наступает в возрасте до 4 лет.
В литературе описана редкая форма позднего проявления болезни, когда клинические симптомы развиваются в возрасте 20—30 лет.

## Диагностика
Для болезни Тея — Сакса характерно наличие красного пятна, расположенного на сетчатке напротив зрачка. Это пятно можно увидеть с помощью офтальмоскопа.

## Лечение
В настоящее время лечение не разработано. Медицинская помощь сводится к облегчению симптомов, а в случае поздних форм болезни к задержке её развития.
В феврале 2022 года было предложено первое в мире лечение на основе генотерапии.